# Guerramontesia microdonta
Guerramontesia microdonta là một loài rêu trong họ Pottiaceae. Loài này được M.J. Cano, J. A. Jiménez, M. T. Gallego & J. F. Jiménez mô tả khoa học đầu tiên năm 2010.